# Cerodontha nigricornis
Cerodontha nigricornis är en tvåvingeart som beskrevs av Becker 1919. Cerodontha nigricornis ingår i släktet Cerodontha och familjen minerarflugor.
Artens utbredningsområde är Ecuador. Inga underarter finns listade i Catalogue of Life.